# Sucker Punch Productions
Sucker Punch Productions — американський розробник відео-ігор. Найвідоміший за франшизами Sly Cooper та Infamous. Sony Interactive Entertainment придбала компанію 2 серпня 2011 року.

## Історія
Компанія була заснована в жовтні 1997 року колишніми співробітниками Microsoft. Першу гру компанії - Rocket: Robot on Wheels опублікувала Ubisoft. Із плином часу Sucker Punch Productions стала відомою за допомогою своїх франшиз Sly Cooper та Infamous. 
2 серпня 2011 року компанія Sony заявила про придбання студії. Таким чином Sucker Punch стала 16 студією, що займається розробкою ексклюзивів для консолей компанії. Студія продовжує працювати над тими проектами, над якими працювала до переходу під крило Sony.
Остання гра студії Ghost of Tsushima була випущена 17 липня 2020 року.

## Розроблені відеоігри
| Рік  | Назва                                 | Платформа                             | Оцінка Metacritic |
| ---- | ------------------------------------- | ------------------------------------- | ----------------- |
| 1999 | Rocket: Robot on Wheels               | Nintendo 64                           | Н/Д               |
| 2002 | Sly Cooper and the Thievius Raccoonus | PlayStation 2                         | 86/100            |
| 2004 | Sly 2: Band of Thieves                | PlayStation 2                         | 88/100            |
| 2005 | Sly 3: Honor Among Thieves            | PlayStation 2                         | 83/100            |
| 2009 | Infamous                              | PlayStation 3                         | 85/100            |
| 2011 | Infamous 2                            | PlayStation 3                         | 83/100            |
| 2011 | Infamous: Festival of Blood           | PlayStation 3                         | 78/100            |
| 2014 | Infamous Second Son                   | PlayStation 4                         | 80/100            |
| 2014 | Infamous First Light                  | PlayStation 4                         | 73/100            |
| 2020 | Ghost of Tsushima                     | PlayStation 4                         | 83/100            |
| 2021 | Ghost of Tsushima: Legends            | Playstation 4, Playstation 5, Windows | 91/100            |
| 2025 | Ghost of Yōtei                        | Play Station 5                        | -                 |